# Skyliners Frankfurt/Spielzeiten
Dieser Artikel dient der Darstellung sämtlicher Spielzeiten der Skyliners Frankfurt inklusive Spielerkader und Saisonbilanzen. Für diese Daten ist im Hauptartikel nur wenig Platz. An den entsprechenden Stellen wird dort auf Abschnitte dieser Liste verwiesen.

## Anmerkung
In den Kaderlisten sind alle Spieler aufgeführt, die in der Saison in mindestens einem Bundesligaspiel der Skyliners auf dem Parkett standen. Spieler die offiziell im Kader standen und nicht (oder nur in internationalen Begegnungen) gespielt haben, werden im nachfolgenden Fließtext erwähnt. Neuzugänge sind daran zu erkennen, dass ihr Name auf die dazugehörigen Artikel verweist. Bei Spielern, die in der Vorsaison im Kader standen, fehlen die Verweise.

## 1999/2000

### Saisonbilanz
In der Basketball-Bundesliga wurde nach 18 Siegen und acht Niederlagen der dritte Tabellenplatz der Hauptrunde erreicht. Im Achtelfinal der Playoffs wurde der SSV hagebau Weißenfels nach drei Siegen geschlagen. Im Halbfinale scheiterten die Skyliners mit zwei zu drei Siegen an Bayer 04 Leverkusen. Die Skyliners besiegten im Pokalfinale des Top-4-Turniers in eigener Halle Alba Berlin und wurden Pokalsieger. Im Saporta Cup der FIBA wurde das Team zweiter seiner Vorrundengruppe. Im Achtelfinale unterlag es dem späteren Finalisten Kinder Bologna. In der Nordeuropäischen Basketballliga lautete die Bilanz: Zwölfter Platz nach vier Siegen und 9 Niederlagen.
Die Mannschaft spielte 65 Spiele: 41 Siegen stehen 24 Niederlagen gegenüber.

### Kader
| Spieler | Spieler            | Spieler           | Spieler            | Spieler | Spieler | Spieler               |
| Nr.     | Nat.               | Name              | Geburt             | Größe   | Info    | letztes Team          |
| ------- | ------------------ | ----------------- | ------------------ | ------- | ------- | --------------------- |
|         |                    | Guards (PG, SG)   |                    |         |         |                       |
| 4       | Deutschland        | Dennis Woudall    |                    | 1,93 m  | DL      | TV Langen             |
| 6       | Deutschland        | Kai Nürnberger    | 7. Juni 1966       | 1,83 m  |         | TTL universa Bamberg  |
| 7       | Vereinigte Staaten | Gary Collier      | 8. Oktober 1971    | 1,93 m  | X       | Sunair Oostende       |
| 8       | Deutschland        | Robin Grey        | 22. März 1963      | 1,96 m  |         | Basket Bayreuth       |
| 11      | Deutschland        | Pascal Roller     | 20. November 1976  | 1,80 m  |         | USC Freiburg          |
| 15      | Deutschland        | Carl Mbassa       | 21. November 1978  | 1,95 m  |         | TSV Speyer            |
|         |                    | Forwards (SF, PF) |                    |         |         |                       |
| 5       | Kroatien           | Siniša Kelečević  |                    | 2,06 m  |         | Izmir                 |
| 9       | Deutschland        | Alexander Frisch  | 12. September 1975 | 2,05 m  | X       | Ruhr Devils           |
| 10      | Italien            | Paolo Giuliani    | 18. Dezember 1972  | 2,01 m  |         | MTV Gießen            |
| 14      | Deutschland        | Niklas Lütcke     | 12. Dezember 1974  | 1,99 m  |         | TTL universa Bamberg  |
|         | Deutschland        | Alexander Simic   |                    |         |         | Basket Bayreuth       |
|         |                    | Center (C)        |                    |         |         |                       |
| 13      | /                  | Peter Guarasci    |                    | 2,05 m  |         | Scavolini Pesaro      |
| 12      | Italien            | Alberto Vianini   |                    | 2,08 m  |         | Pallacanestro Trieste |

| Trainer      | Trainer         | Trainer      |
| Nat.         | Name            | Position     |
| ------------ | --------------- | ------------ |
| Deutschland  | Stefan Koch     | Trainer      |
| Griechenland | Daphne Bouzikou | Co-Trainerin |

| Legende | Legende                  |
| Abk.    | Bedeutung                |
| ------- | ------------------------ |
| DL      | Doppellizenzspieler      |
| X       | Aus Rhöndorf mitgekommen |
|         | Anmerkung                |

| Legende | Legende                  |
| Abk.    | Bedeutung                |
| ------- | ------------------------ |
| DL      | Doppellizenzspieler      |
| X       | Aus Rhöndorf mitgekommen |
|         | Anmerkung                |

Duane Washington, Routinier und Ex-NBA-Profi, wurde vor der Saison der BBL gemeldet, er blieb aber weiterhin in Rhöndorf in der 2. Bundesliga aktiv. Er spielte jedoch in den europäischen Wettbewerben für die Skyliners.
Ausschließlich zu internationalen Einsätzen kamen:
- Milo Crnjac, Kronberg
- Dirk Diepenseifen, Rhöndorf

Johannes Strasser (Rhöndorf) war als Doppellizenzspieler spielberechtigt. Er kam zu keinem Einsatz.

### Allstars
Sinisa Kalecevic und Gary Collier wurden von den Fans der Basketball-Bundesliga in die Starting Five des Team Süd Allstar Day gewählt. Stefan Koch übernahm als Coach des zum Stichtag bestplatzierten Südteam das Training. Er berief zudem Kai Nürnberger zum Allstar.

## 2000/2001

### Saisonbilanz
Nach 13 Siegen und Niederlagen wurde der achte Tabellenplatz der Basketball-Bundesliga (BBL) erreicht. Gegen den Vorrundenersten und späteren Meister Alba Berlin schied das Team nach drei Niederlagen bei einem Sieg im Viertelfinale der Playoffs aus. Im Pokal wurde das Halbfinale erreicht und das Spiel um den dritten Platz verloren. In der EuroLeague kamen die Opel Skyliners nach einem Sieg und neun Niederlagen auf den sechsten Platz der Gruppe D.
Insgesamt stehen in 44 Begegnungen 17 Siegen 27 Niederlagen gegenüber.

### Kader
| Spieler | Spieler            | Spieler           | Spieler           | Spieler | Spieler | Spieler                 |
| Nr.     | Nat.               | Name              | Geburt            | Größe   | Info    | letztes Team            |
| ------- | ------------------ | ----------------- | ----------------- | ------- | ------- | ----------------------- |
|         |                    | Guards (PG, SG)   |                   |         |         |                         |
| 4       | Vereinigte Staaten | Derrick Taylor    | 20. November 1963 | 1,83 m  |         | TSV Bayer 04 Leverkusen |
| 6       | Deutschland        | Kai Nürnberger    | 7. Juni 1966      | 1,83 m  |         | TTL universa Bamberg    |
| 8       | Deutschland        | Robin Grey        | 22. März 1963     | 1,96 m  |         | Basket Bayreuth         |
| 11      | Deutschland        | Pascal Roller     | 20. November 1976 | 1,80 m  |         | USC Freiburg            |
| 12      | Vereinigte Staaten | Tyron McCoy       | 20. November 1972 | 1,94 m  |         | TV Lich                 |
|         |                    | Forwards (SF, PF) |                   |         |         |                         |
| 5       | {{\|#}}            | Ruslan Bajdakow   | 1974              | 2,02 m  |         | Schachtar Tscheremkowo  |
| 5       | {{\|#}}            | Roman Horvat      | 1971              | 2,00 m  |         | Türk Telekom            |
| 5       | Deutschland        | Alexander Simic   |                   |         |         | Basket Bayreuth         |
| 5       | Deutschland        | Dominik Hennen    | 1981              | 2,01 m  | DL      | VFR Limburg             |
| 7       | Deutschland        | Gerrit Terdenge   | 30. Januar 1975   | 2,05 m  |         | TSV Bayer 04 Leverkusen |
| 8       | Vereinigte Staaten | Fred Warrick      |                   | 1,95 m  |         | Swans Gmunden           |
| 13      | Deutschland        | Robert Maras      | 20. Oktober 1978  | 2,15 m  |         | Alba Berlin             |
| 14      | Deutschland        | Niklas Lütcke     | 12. Dezember 1974 | 1,99 m  |         | TTL universa Bamberg    |
|         |                    | Center (C)        |                   |         |         |                         |
| 9       | Vereinigte Staaten | Walter Palmer     | 23. Oktober 1968  | 2,14 m  |         | Le Mans Sarthe Basket   |
| 10      | /                  | James Shields     | 14. Mai 1970      | 2,08 m  |         | BG Bramsche             |
| 15      | Vereinigte Staaten | Tim Widemann      | 1977              | 2,08 m  |         | Haribo London Towers    |
| 15      | Deutschland        | Ingmar Janke      | 1981              | 2,07 m  |         | TSV Bayer 04 Leverkusen |

| Trainer      | Trainer         | Trainer      |
| Nat.         | Name            | Position     |
| ------------ | --------------- | ------------ |
| Deutschland  | Stefan Koch     | Trainer      |
| Griechenland | Daphne Bouzikou | Co-Trainerin |
| Deutschland  | Axel Rüber      | Co-Trainer   |

| Legende | Legende             |
| Abk.    | Bedeutung           |
| ------- | ------------------- |
| DL      | Doppellizenzspieler |
|         | Anmerkung           |

| Legende | Legende             |
| Abk.    | Bedeutung           |
| ------- | ------------------- |
| DL      | Doppellizenzspieler |
|         | Anmerkung           |

Timothy Sanks kam zu keinem Einsatz.

### Abgänge
Gary Collier (Telindus Union Mons-Hainaut), Dirk Diepenseifen (Eintracht Frankfurt), Alexander Frisch (Mitteldeutscher BC), Paolo Giuliani (Cestistica), Peter Guarasci (Cordiviari Roseto), Sinisa Kelecevic (Telekom Baskets Bonn), Johannes Strasser (Rhöndorf), Alberto Vianini, Duane Washington (Rhöndorf), Dennis Woudall (US College)

### Allstars
Tyron McCoy wurde in die Startformation des Team Süd beim Allstar Day gewählt, außerdem wurde Gerrit Terdenge vom Trainer der Südauswahl berufen.

## 2001/2002

### Saisonbilanz
Die Opel Skyliners wurden Hauptrundenerster nach 20 Siegen und sechs Niederlagen. Im Playoff-Viertelfinale wurde Brandt Hagen mit den Siegen ausgeschaltet. Im Halbfinale schieden die Skyliners mit drei Niederlagen gegen Alba Berlin aus. Das Pokalfinale wurde verloren. In der EuroLeague stehen 8 Siegen 6 Niederlagen gegenüber. Damit wurde der fünfte Platz der Gruppe B errungen und der Einzug in die Top 16 knapp verpasst.
Insgesamt stehen in 50 Spielen 34 Siege 16 Niederlagen gegenüber.

### Kader
| Spieler | Spieler            | Spieler                 | Spieler           | Spieler | Spieler | Spieler                       |
| Nr.     | Nat.               | Name                    | Geburt            | Größe   | Info    | letztes Team                  |
| ------- | ------------------ | ----------------------- | ----------------- | ------- | ------- | ----------------------------- |
|         |                    | Guards (PG, SG)         |                   |         |         |                               |
| 6       | Schweden           | Ibrahim Diarra          | 12. November 1973 | 1,95 m  |         | BSC RAIKA Fürstenfeld         |
| 7       | Deutschland        | Kai Nürnberger          | 7. Juni 1966      | 1,83 m  |         | TTL universa Bamberg          |
| 10      | Deutschland        | Denis Wucherer          | 7. Mai 1973       | 1,95 m  |         | s.Oliver Würzburg             |
| 11      | Deutschland        | Pascal Roller           | 20. November 1976 | 1,80 m  |         | USC Freiburg                  |
|         |                    | Forwards (SF, PF)       |                   |         |         |                               |
| 5       | Deutschland        | Dominik Hennen          | 1981              | 2,01 m  | DL      | VFR Limburg                   |
| 8       | Vereinigte Staaten | Marcus Goree            | 11. Oktober 1977  | 2,03 m  |         | STB Le Havre                  |
| 9       | Deutschland        | Robert Wintermantel     | 10. Dezember 1970 | 2,00 m  |         | Universidad Complutense       |
| 9       | Vereinigte Staaten | Eric Schraeder          | 10. März 1977     | 2,04 m  |         | TV Langen                     |
| 12      | Vereinigte Staaten | Chad Austin             | 5. Juni 1975      | 1,90 m  |         | Gary Steelheads               |
| 14      | Deutschland        | Niklas Lütcke           | 12. Dezember 1974 | 1,99 m  |         | TTL universa Bamberg          |
| 15      | /                  | Andy Kwiatkowsky        | 1. Januar 1978    | 1,99 m  |         | University of Western Ontario |
| 15      | Ukraine            | Oleksandr Lochmantschuk | 28. Mai 1973      | 2,06 m  |         | Bayer 04 Leverkusen           |
|         |                    | Center (C)              |                   |         |         |                               |
| 4       | Rumänien           | Virgil Stănescu         | 9. Januar 1977    | 2,09 m  |         | University of South Alabama   |
| 13      | Deutschland        | Robert Maras            | 20. Oktober 1978  | 2,15 m  |         | Alba Berlin                   |

| Trainer      | Trainer         | Trainer      |
| Nat.         | Name            | Position     |
| ------------ | --------------- | ------------ |
| /            | Gordon Herbert  | Trainer      |
| Griechenland | Daphne Bouzikou | Co-Trainerin |
| Deutschland  | Axel Rüber      | Co-Trainer   |

| Legende | Legende             |
| Abk.    | Bedeutung           |
| ------- | ------------------- |
| DL      | Doppellizenzspieler |
|         | Anmerkung           |

| Legende | Legende             |
| Abk.    | Bedeutung           |
| ------- | ------------------- |
| DL      | Doppellizenzspieler |
|         | Anmerkung           |

Ingmar Jahnke kam zu keinem Einsatz.

### Abgänge
Ruslan Boiakov (Malfarb Budrem Ostrov), Robin Grey (Avitos Gießen), Roman Horvat (Triglav), Walter Palmer (EnBW Ludwigsburg), James Shields (TBB Trier), Alexander Simic (Eintracht Frankfurt), Gerrit Terdenge (RheinEnergie Cologne), Fred Warrick (Dodge City Legend), Tom Widemann (Greenville Groove), Derrick Taylor (GHP Bamberg), Timothy Sanks (Eintracht Frankfurt), Tyron McCoy (EWE Baskets Oldenburg)

### Allstars
Pascal Roller und Marcus Gorre wurden von den Fans in das Team Süd gewählt. Gordon Herber als Coach berief zudem Chad Austin und Robert Maras.

## 2002/2003

### Saisonbilanz
In der Bundesliga erreichten die Skyliners nach 14 Siegen und elf Niederlagen den siebten Platz. Im Viertelfinale der Playoffs scheiterte die Mannschaft nach fünf Spielen (zwei Siege, drei Niederlagen) erneut an Alba Berlin. Im Pokal schied Frankfurt ebenfalls im Viertelfinale aus. Im ULEB Cup wurde nach drei Siegen und sieben Niederlagen der 5. Platz der Vorrundengruppe erreicht.
Insgesamt stehen in 43 Spielen 21 Siege 22 Niederlagen gegenüber.

### Kader
| Spieler | Spieler            | Spieler           | Spieler           | Spieler | Spieler | Spieler                       |
| Nr.     | Nat.               | Name              | Geburt            | Größe   | Info    | letztes Team                  |
| ------- | ------------------ | ----------------- | ----------------- | ------- | ------- | ----------------------------- |
|         |                    | Guards (PG, SG)   |                   |         |         |                               |
| 7       | Deutschland        | Kai Nürnberger    | 7. Juni 1966      | 1,83 m  |         | TTL universa Bamberg          |
| 8       | Deutschland        | Robert Garrett    | 18. März 1977     | 1,92 m  |         | s.Oliver Würzburg             |
| 9       | Vereinigte Staaten | Travis Conlan     | 18. Dezember 1975 | 1,94 m  |         | Panionios Athen               |
| 11      | Deutschland        | Pascal Roller     | 20. November 1976 | 1,80 m  |         | USC Freiburg                  |
|         |                    | Forwards (SF, PF) |                   |         |         |                               |
| 4       | /                  | Andy Kwiatkowsky  | 1. Januar 1978    | 1,99 m  |         | University of Western Ontario |
| 5       | Vereinigte Staaten | Ray Weathers      | 1975              | 1,93 m  |         | GS Peristeri                  |
| 5       | Vereinigte Staaten | Brandon Williams  | 27. Februar 1975  | 1,98 m  |         | Southern California Surf      |
| 5       | Vereinigte Staaten | Richard Price     | 24. Februar 1976  | 1,98 m  |         | Jamhour Blue Stars            |
| 5       | Kanada             | David Thomas      | 4. Dezember 1976  | 2,04 m  |         | Canberra Cannons              |
| 9       | Deutschland        | Dominik Hennen    | 1981              | 2,01 m  | DL      | VFR Limburg                   |
| 10      | Finnland           | Jukka Matinen     | 6. November 1978  | 2,03 m  |         | Honka Espoo                   |
| 12      | Deutschland        | Stipo Papic       | 20. November 1978 | 2,04 m  |         | Alba Berlin                   |
| 14      | Deutschland        | Alex King         | 20. Februar 1985  | 2,00 m  | DL      | MTSV Schwabing                |
|         |                    | Center (C)        |                   |         |         |                               |
| 6       | Kroatien           | Mario Kasun       | 5. April 1980     | 2,13 m  |         | KK Zrinjevac Zagreb           |
| 13      | Deutschland        | Robert Maras      | 20. Oktober 1978  | 2,15 m  |         | Alba Berlin                   |

| Trainer      | Trainer         | Trainer      |
| Nat.         | Name            | Position     |
| ------------ | --------------- | ------------ |
| /            | Gordon Herbert  | Trainer      |
| Griechenland | Daphne Bouzikou | Co-Trainerin |
| Deutschland  | Axel Rüber      | Co-Trainer   |

| Legende | Legende             |
| Abk.    | Bedeutung           |
| ------- | ------------------- |
| DL      | Doppellizenzspieler |
|         | Anmerkung           |

| Legende | Legende             |
| Abk.    | Bedeutung           |
| ------- | ------------------- |
| DL      | Doppellizenzspieler |
|         | Anmerkung           |

Peter Fehse kam zu einem Einsatz im ULEB Cup.

### Abgänge
Chad Austin (Irakleio Crete/GRE), Marcus Goree (Maccabi Tel Aviv/ISR), Ibrahim Diarra (Södertälje Kings/SWE), Ingmar Janke (TuS POCO Iserlohn), Oleksandr Lochmantschuk (SLUC Nancy/FRA), Robert Wintermantel, Niklas Lütcke (beide TV Langen), Erick Schraeder (Brandt Hagen), Virgil Stanescu (Sunair Oostende/BEL), Denis Wucherer (Bayer Giants Leverkusen)

### Allstars
Pascal Roller wurde zum zweiten Mal in Folge als Allstar gewählt. Er war in diesem Jahr der einzige Vertreter Frankfurts.

## 2003/2004

### Saisonbilanz
Mit 19 Siegen bei 11 Niederlagen wurde der dritte Platz der Hauptrunde errungen. Nachdem die Skyliners zuerst RheinEnergie Köln und die Telekom Baskets Bonn ausgeschaltet hatten, wurde im Finale der Playoffs GHP Bamberg besiegt und die Opel Skyliners Frankfurt wurden Deutscher Meister. Alle Serien gingen über die volle Distanz mit fünf Spielen. Das Pokalfinale wurde zuvor gegen RheinEnergie Köln verloren. Im ULEB Cup wurde der 4. Platz der Vorrunde nach sechs Siegen und vier Niederlagen erreicht.
Insgesamt stehen bei 50 Spielen 34 Siege 16 Niederlagen gegenüber.

### Kader
| Spieler | Spieler            | Spieler             | Spieler           | Spieler | Spieler | Spieler             |
| Nr.     | Nat.               | Name                | Geburt            | Größe   | Info    | letztes Team        |
| ------- | ------------------ | ------------------- | ----------------- | ------- | ------- | ------------------- |
|         |                    | Guards (PG, SG)     |                   |         |         |                     |
|         | Deutschland        | Sebastian Barth     | 31. Januar 1985   | 1,93 m  |         | TV Langen           |
| 8       | Deutschland        | Robert Garrett      | 18. März 1977     | 1,92 m  |         | s.Oliver Würzburg   |
| 4       | Deutschland        | Raphael Török       | 19. August 1982   | 1,97 m  |         | Hapoel Haifa        |
| 5       | Vereinigte Staaten | Tyrone Ellis        | 6. Oktober 1977   | 1,94 m  |         | Casademont Girona   |
| 9       | Schweden           | Ibrahim Diarra      | 12. November 1973 | 1,95 m  |         | Södertälje Kings    |
| 11      | Deutschland        | Pascal Roller       | 20. November 1976 | 1,80 m  |         | USC Freiburg        |
|         |                    | Forwards (SF, PF)   |                   |         |         |                     |
|         | Deutschland        | Fredrick Kleemichen | 26. August 1986   | 2,07 m  | DL      | MTV Kronberg*       |
| 12      | Vereinigte Staaten | Chris A. Williams   | 9. Juli 1980      | 2,01 m  |         | Sydney Kings        |
|         | Deutschland        | Dominik Hennen      | 1981              | 2,01 m  | DL      | VFR Limburg         |
| 10      | Finnland           | Jukka Matinen       | 6. November 1978  | 2,03 m  |         | Honka Espoo         |
| 14      | Deutschland        | Alex King           | 20. Februar 1985  | 2,00 m  | DL      | MTSV Schwabing      |
|         |                    | Center (C)          |                   |         |         |                     |
| 6       | Kroatien           | Mario Kasun         | 5. April 1980     | 2,13 m  |         | KK Zrinjevac Zagreb |
| 13      | Deutschland        | Robert Maras        | 20. Oktober 1978  | 2,15 m  |         | Alba Berlin         |
| 7       | Deutschland        | Bernd Kruel         | 1. Juni 1976      | 2,09 m  |         | Brandt Hagen        |
| 15      | Senegal            | Malick Badiane      | 1. November 1984  | 2,11 m  |         | TV 1862 Langen      |

| Trainer            | Trainer         | Trainer      |
| Nat.               | Name            | Position     |
| ------------------ | --------------- | ------------ |
| /                  | Gordon Herbert  | Trainer      |
| Griechenland       | Daphne Bouzikou | Co-Trainerin |
| Vereinigte Staaten | Simon Cote      | Co-Trainer   |

| Legende | Legende             |
| Abk.    | Bedeutung           |
| ------- | ------------------- |
| DL      | Doppellizenzspieler |
|         | Anmerkung           |

| Legende | Legende             |
| Abk.    | Bedeutung           |
| ------- | ------------------- |
| DL      | Doppellizenzspieler |
|         | Anmerkung           |

Sebastian Barth und Fredrick Kleemichen spielten lediglich einmal gegen Brandt Hagen. Diese Partie wurde wegen Insolvenz dieses Teams nachträglich aus der Wertung genommen. Nikita Khartchenkov und Patrick Taubert kamen zu keinem Einsatz in der BBL.

### Abgänge
Peter Fehse (Mitteldeutscher BC), Brandon Williams (Huntsville Flight/USA), David Thomas (Melbourne Tigers/AUS), Kai Nürnberger (TSV Tröster Breitengüßbach), Stipo Papic (RheinEnergie Köln), Andy Kwiatkowski (EnBW Ludwigsburg), Richard Price (Ginebra Kings/PHI), Ray Weathers (Sioux Falls Skyforce/USA), Travis Conlan (Prokom Trefl Sopot/POL)

### Allstars
Gordon Herbert ist zum zweiten Mal Coach der Südauswahl beim Allstar Day, da die Skyliners am Stichtag das bestplatzierte Team sind. Mit Pascal Roller, Robert Garrett und Mario Kasun sind drei seiner Spieler ebenfalls Allstars.

## 2004/2005

### Saisonbilanz
In der Bundesliga wurde nach 19 Siegen und elf Niederlagen der vierte Platz belegt. Im Playoff-Viertelfinale wurden die Artland Dragons nach fünf Spielen besiegt, im Halbfinale Alba Berlin in vier Spielen. Im Finale scheiterte der amtierende Meister am Vorjahresgegner im fünften und entscheidenden Spiel. Im Pokal werden das Halbfinale und das Spiel um den vierten Platz verloren. in der EuroLeague kommt das Team auf den siebten Platz der Gruppe C nach 4 Siegen und 10 Niederlagen.
Insgesamt stehen in 62 Spielen 33 Siege 29 Niederlagen gegenüber.

### Kader
| Spieler | Spieler                 | Spieler             | Spieler           | Spieler | Spieler | Spieler             |
| Nr.     | Nat.                    | Name                | Geburt            | Größe   | Info    | letztes Team        |
| ------- | ----------------------- | ------------------- | ----------------- | ------- | ------- | ------------------- |
|         |                         | Guards (PG, SG)     |                   |         |         |                     |
| 5       | Vereinigte Staaten      | Tyrone Ellis        | 6. Oktober 1977   | 1,94 m  |         | Casademont Girona   |
| 9       | Schweden                | Ibrahim Diarra      | 12. November 1973 | 1,95 m  |         | Sodertalje Kings    |
| 11      | Deutschland             | Pascal Roller       | 20. November 1976 | 1,80 m  |         | USC Freiburg        |
| 21      | Griechenland            | Spyro Panteliadis   | 30. Januar 1977   | 1,90 m  |         | Marousi Athen       |
| 22      | Vereinigte Staaten      | Kavossy Franklin    | 17. Juli 1975     | 1,88 m  |         | Hunter Pirates      |
|         |                         | Forwards (SF, PF)   |                   |         |         |                     |
| 8       | Serbien                 | Mlađen Šljivančanin | 5. Juni 1981      | 2,00 m  |         | KK Partizan Belgrad |
| 10      | Finnland                | Jukka Matinen       | 6. November 1978  | 2,03 m  |         | Honka Espoo         |
| 12      | Vereinigte Staaten      | Chris Williams      | 9. Juli 1980      | 2,01 m  |         | Sidney Kings Star   |
| 14      | Deutschland             | Alex King           | 20. Februar 1985  | 2,00 m  | DL      | MTSV Schwabing      |
| 16      | Deutschland             | Fredrick Kleemichen | 26. August 1986   | 2,07 m  | DL      | MTV Kronberg        |
| 17      | Bosnien und Herzegowina | Miroslav Todic      | 6. Januar 1985    | 2,05 m  | DL      | Olimpija Ljubljana  |
| 20      | Turkei                  | Hasan Özkan         | 5. Juni 1981      | 2,05 m  |         | Tofaş Bursa         |
|         |                         | Center (C)          |                   |         |         |                     |
| 7       | Deutschland             | Bernd Kruel         | 1. Juni 1976      | 2,09 m  |         | Brandt Hagen        |
| 13      | Deutschland             | Robert Maras        | 20. Oktober 1978  | 2,15 m  |         | Alba Berlin         |
| 15      | Senegal                 | Malick Badiane      | 1. November 1984  | 2,11 m  |         | TV 1862 Langen      |

| Trainer            | Trainer         | Trainer      |
| Nat.               | Name            | Position     |
| ------------------ | --------------- | ------------ |
| Turkei             | Murat Didin     | Trainer      |
| Griechenland       | Daphne Bouzikou | Co-Trainerin |
| Vereinigte Staaten | Simon Cote      | Co-Trainer   |

| Legende | Legende             |
| Abk.    | Bedeutung           |
| ------- | ------------------- |
| DL      | Doppellizenzspieler |
|         | Anmerkung           |

| Legende | Legende             |
| Abk.    | Bedeutung           |
| ------- | ------------------- |
| DL      | Doppellizenzspieler |
|         | Anmerkung           |

Sebastian Barth, Patrick Taubert und Nikita Khartchenkov kommen zu keinem Bundesligaeinsatz. Berent Kavaklioglu wird in der Euroleague eingesetzt.

### Abgänge
während der Saison
Robert Maras (Caja San Fernando Sevilla)
vor der Saison
Mario Kasun (Orlando Magic), Robert Garrett (Eldo Napoli), Gordon Herbert (Paris Basket Racing), Dominik Hennen (Karriere beendet), Raphael Török (TuS Jena)

### Allstars
Erneut wählten die Fans der Basketball-Bundesliga gleich zwei Frankfurter Akteure in die Startformation: Pascal Roller und Chris Williams. Begleitet wurden die beiden von Robert Maras.

## 2005/2006

### Saisonbilanz
In der BBL wurde nach zehn Siegen und 20 Niederlagen der 14. und vor dem Abstieg bewahrende Platz erst am letzten Spieltag gesichert. Im Pokal und im ULEB Cup werden alle Spiele verloren.
Insgesamt stehen in 41 Spielen 10 Siege 31 Niederlagen gegenüber.

### Kader
| Spieler | Spieler                 | Spieler                   | Spieler           | Spieler | Spieler | Spieler                    |
| Nr.     | Nat.                    | Name                      | Geburt            | Größe   | Info    | letztes Team               |
| ------- | ----------------------- | ------------------------- | ----------------- | ------- | ------- | -------------------------- |
|         |                         | Guards (PG, SG)           |                   |         |         |                            |
| 4       | Vereinigte Staaten      | Kavossy Franklin          | 17. Juli 1975     | 1,88 m  |         | Hunter Pirates             |
| 5       | Deutschland             | Dominik Bahiense de Mello | 15. Februar 1985  | 1,90 m  | DL      | Rhöndorf                   |
| 9       | Schweden                | Ibrahim Diarra            | 12. November 1973 | 1,95 m  |         | Sodertalje Kings           |
| 11      | Deutschland             | Pascal Roller             | 20. November 1976 | 1,80 m  |         | USC Freiburg               |
| 21      | Deutschland             | Nino Garris               | 21. April 1979    | 1,98 m  |         | Alba Berlin                |
| 22      | Schweden                | Rudy Mbemba               | 29. August 1987   | 1,78 m  |         | Stockholm Human Rights     |
|         |                         | Forwards (SF, PF)         |                   |         |         |                            |
| 8       | Serbien und Montenegro  | Mlađen Šljivančanin       | 5. Juni 1981      | 2,00 m  |         | Partizan Belgrad           |
| 10      | Finnland                | Jukka Matinen             | 6. November 1978  | 2,03 m  |         | Honka Espoo                |
| 13      | Kroatien                | Mate Milisa               | 7. Januar 1976    | 2,08 m  |         | BK Dynamo Sankt Petersburg |
| 14      | Deutschland             | Alex King                 | 20. Februar 1985  | 2,00 m  | DL      | MTSV Schwabing             |
| 17      | Bosnien und Herzegowina | Miroslav Todic            | 6. Januar 1985    | 2,05 m  | DL      | Olimpija Ljubljana         |
| 23      | /                       | Carlos Andrade            | 27. April 1978    | 1,97 m  |         | CA Queluz                  |
| 24      | Vereinigte Staaten      | Desmond Ferguson          | 22. Juli 1977     | 2,01 m  |         |                            |
|         |                         | Center (C)                |                   |         |         |                            |
| 7       | Deutschland             | Bernd Kruel               | 1. Juni 1976      | 2,09 m  |         | Brandt Hagen               |
| 15      | Senegal                 | Malick Badiane            | 1. November 1984  | 2,11 m  |         | TV Langen                  |
| 34      | Vereinigte Staaten      | Antonio Meeking           | 24. August 1981   | 2,03 m  |         | Charlotte Bobcats          |

| Trainer            | Trainer                  | Trainer      |
| Nat.               | Name                     | Position     |
| ------------------ | ------------------------ | ------------ |
| Kroatien           | Ivan Sunara bis Januar   | Trainer      |
| Vereinigte Staaten | Charles Barton ab Januar | Trainer      |
| Griechenland       | Daphne Bouzikou          | Co-Trainerin |
| Vereinigte Staaten | Simon Cote               | Co-Trainer   |

| Legende | Legende             |
| Abk.    | Bedeutung           |
| ------- | ------------------- |
| DL      | Doppellizenzspieler |
|         | Anmerkung           |

| Legende | Legende             |
| Abk.    | Bedeutung           |
| ------- | ------------------- |
| DL      | Doppellizenzspieler |
|         | Anmerkung           |

Ante Zaper, Patrick Taubert und Sebastian Barth wurden nicht in der BBL eingesetzt.

### Abgänge
während der Saison
Trainer Ivan Sunara, Mladjen Sljivancanin (RheinEnergie Köln)
vor der Saison
Chris Williams (Mobis Phoebus Ulsan), Tyrone Ellis (Beşiktaş Cola Turka), Spyro Panteliadis (AEK Athen), Hasan Özkan, Murat Didin (Beşiktaş Cola Turka), Berent Kavakioglu

### Allstars
Auch in der abstiegsgefährdeten Saison stellten die Skyliners zwei Allstars: Malick Badiane und zum fünften Mal in Folge Pascal Roller.

## 2006/2007

### Saisonbilanz
Es wird nach 15 Siegen und 19 Niederlagen der 13. Tabellenplatz in der Bundesliga belegt. Im Pokal scheidet die Mannschaft im Achtelfinale aus.
Insgesamt stehen in 35 Spielen 15 Siege 20 Niederlagen gegenüber.

### Kader
| Spieler | Spieler                 | Spieler                   | Spieler           | Spieler | Spieler | Spieler                   |
| Nr.     | Nat.                    | Name                      | Geburt            | Größe   | Info    | letztes Team              |
| ------- | ----------------------- | ------------------------- | ----------------- | ------- | ------- | ------------------------- |
|         |                         | Guards (PG, SG)           |                   |         |         |                           |
| 4       | Vereinigte Staaten      | Jemeil Rich               | 31. Januar 1975   | 1,76 m  |         | Fort Worth Flyers         |
| 5       | Deutschland             | Dominik Bahiense de Mello | 15. Februar 1985  | 1,90 m  | DL      | Rhöndorf                  |
| 12      | Schweden                | Ibrahim Diarra            | 12. November 1973 | 1,95 m  |         | Sodertalje Kings          |
| 20      | Vereinigte Staaten      | Jimmy McKinney            | 23. August 1983   | 1,92 m  |         | Missouri Tigers           |
| 21      | Deutschland             | Nino Garris               | 21. April 1979    | 1,98 m  |         | Alba Berlin               |
| 22      | Schweden                | Rudy Mbemba               | 29. August 1987   | 1,78 m  |         | Stockholm Human Rights    |
| 32      | Vereinigte Staaten      | Eric Chatfield            | 7. Dezember 1979  | 1,91 m  |         | Al-Rayyan Sport-Club      |
|         |                         | Forwards (SF, PF)         |                   |         |         |                           |
| 7       | Bosnien und Herzegowina | Miroslav Todic            | 6. Januar 1985    | 2,05 m  | DL      | Olimpija Ljubljana        |
| 8       | Deutschland             | Alex King                 | 20. Februar 1985  | 2,00 m  | DL      | MTSV Schwabing            |
| 9       | Vereinigte Staaten      | George Reese              | 8. Mai 1977       | 2,01 m  |         | Gipsar Stal Ostrow        |
| 15      | Vereinigte Staaten      | Michael Bauer             | 1981              | 2,03 m  |         | Élan Béarnais Pau-Orthez  |
| 19      | Deutschland             | Max Weber                 | 23. April 1977    | 2,00 m  | DL      | GHP Bamberg               |
| 34      | Vereinigte Staaten      | Kevin Johnson             | 2. Dezember 1979  | 2,02 m  |         | BCM Gravelines            |
| 45      | Vereinigte Staaten      | Travon Bryant             | 5. Februar 1983   | 2,06 m  |         | Benetton Treviso          |
|         |                         | Center (C)                |                   |         |         |                           |
| 24      | Vereinigte Staaten      | Mike Benton               | 8. April 1980     | 2,06 m  |         | KCC Egis                  |
| 33      | Vereinigte Staaten      | Tate Decker               | 21. Oktober 1977  | 2,09 m  |         | Marineros de Puerto Plata |

| Trainer            | Trainer                 | Trainer      |
| Nat.               | Name                    | Position     |
| ------------------ | ----------------------- | ------------ |
| Vereinigte Staaten | Charles Barton bis März | Trainer      |
| Turkei             | Murat Didin ab März     | Trainer      |
| Griechenland       | Daphne Bouzikou         | Co-Trainerin |
| Griechenland       | Mike Kalavros           | Co-Trainer   |

| Legende | Legende             |
| Abk.    | Bedeutung           |
| ------- | ------------------- |
| DL      | Doppellizenzspieler |
|         | Anmerkung           |

| Legende | Legende             |
| Abk.    | Bedeutung           |
| ------- | ------------------- |
| DL      | Doppellizenzspieler |
|         | Anmerkung           |

Patrick Taubert und Stefan Barth kamen zu keinem Einsatz in der Bundesliga.

### Abgänge
während der Saison
Trainer Charles Barton, Tate Decker (TBB Trier), Patrick Taubert
vor der Saison
Kavossy Franklin, Pascal Roller (Angelico Biella), Jukka Matinen (Honka Espoo), Mate Milisa, Carlos Andrade (Benfica Lissabon), Desmond Ferguson, Bernd Kruel (Telekom Baskets Bonn), Antonio Meeking

### Allstars
Nino Garris wurde als Frankfurter Vertreter gewählt. Er war bester Punktesammler des Südteam während des Spiels.

## 2007/2008

### Saisonbilanz
Die Skyliners unterliegen im Achtelfinale des BBL-Pokals den Eisbären Bremerhaven. Im ULEB Cup wird erneut kein Sieg errungen.

### Kader
| Spieler | Spieler            | Spieler                   | Spieler            | Spieler | Spieler | Spieler                 |
| Nr.     | Nat.               | Name                      | Geburt             | Größe   | Info    | letztes Team            |
| ------- | ------------------ | ------------------------- | ------------------ | ------- | ------- | ----------------------- |
|         |                    | Guards (PG, SG)           |                    |         |         |                         |
| 5       | Deutschland        | Dominik Bahiense de Mello | 15. Februar 1985   | 1,90 m  | DL      | Rhöndorf                |
| 11      | Deutschland        | Pascal Roller             | 20. November 1985  | 1,80 m  | K, NT   | Angelico Biella         |
| 20      | Vereinigte Staaten | Jimmy McKinney            | 2. März 1983       | 1,92 m  |         | Missouri Tigers         |
| 21      | Deutschland        | Nino Garris               | 21. April 1979     | 1,98 m  |         | Alba Berlin             |
| 35      | Vereinigte Staaten | Jimmie Hunt               | 19. September 1982 | 1,87 m  |         | Kemoplast Alpos Sentjur |
|         |                    | Forwards (SF, PF)         |                    |         |         |                         |
| 7       | Nigeria            | Koko Archibong            | 10. Mai 1981       | 2,05 m  |         | Alba Berlin             |
| 8       | Deutschland        | Alex King                 | 20. Februar 1985   | 2,00 m  | DL      | MTSV Schwabing          |
| 13      | Deutschland        | Maksym Shtein             | 7. Mai 1980        | 2,06 m  |         | ratiopharm Ulm          |
| 15      | Vereinigte Staaten | Derrick Allen             | 17. Juli 1980      | 2,04 m  |         | Bayer Giants Leverkusen |
| 24      | Deutschland        | Max Weber                 | 23. April 1985     | 2,01 m  | DL      | GHP Bamberg             |
| 25      | Deutschland        | Armin Willemsen           | 27. Januar 1985    | 2,01 m  | DL      | TV Langen*              |
| 32      | /                  | Ilian Evtimov             | 24. März 1983      | 2,01 m  |         | VidiVici Bologna        |
|         |                    | Center (C)                |                    |         |         |                         |
| 12      | Deutschland        | Kirsten Zöllner           | 2. August 1981     | 2,15 m  |         | AONS Milonas Athen      |
| 42      | Vereinigte Staaten | Ken Johnson               | 1. Februar 1978    | 2,10 m  |         | Benetton Fribourg       |

| Trainer      | Trainer         | Trainer      |
| Nat.         | Name            | Position     |
| ------------ | --------------- | ------------ |
| Turkei       | Murat Didin     | Trainer      |
| Griechenland | Daphne Bouzikou | Co-Trainerin |
| Deutschland  | Steven Clauss   | Co-Trainer   |

| Legende | Legende             |
| Abk.    | Bedeutung           |
| ------- | ------------------- |
| DL      | Doppellizenzspieler |
| K       | Kapitän             |
| NT      | Nationalteam        |
|         | Anmerkung           |

| Legende | Legende             |
| Abk.    | Bedeutung           |
| ------- | ------------------- |
| DL      | Doppellizenzspieler |
| K       | Kapitän             |
| NT      | Nationalteam        |
|         | Anmerkung           |

Antonio Meeking wurde ausschließlich im ULEB Cup eingesetzt.

### Abgänge
während der Saison
Ayinde Ubaka, Antonio Meeking
vor der Saison
Travon Bryant, Eric Chatfield, George Reese, Kevin Johnson, Mike Benton (TBB Trier), Michael Bauer (SLUC Nancy), Jemeil Rich, Ibrahim Diarra (Karriere beendet), Rudy Mbemba (SOLNA Vikings)

### Allstars
Nach seiner Rückkehr aus Italien und trotz einer längeren Verletzungs in der Wahlphase wollten die Fans Pascal Roller erneut beim Allstar Day sehen.

## 2008/2009

### Vertragssituation vor der Saison
Pascal Roller und Dominik Bahiense de Mello besitzen jeweils Verträge bis 2011. Jimmy McKinney unterschrieb im Juni 2008 für zwei weitere Jahre. Ebenfalls bis 2010 stehen Derrick Allen, Jimmie Hunt und Ilian Evtimov unter Vertrag. Kirsten Zöllner und Maksym Shtein sind bis 2009 an die Skyliners gebunden. Die Verträge von Nino Garris, Alex King, Koko Archibong und Ken Johnson sind ausgelaufen.

### Kader
| Spieler | Spieler            | Spieler                   | Spieler           | Spieler | Spieler | Spieler                 |
| Nr.     | Nat.               | Name                      | Geburt            | Größe   | Info    | letztes Team            |
| ------- | ------------------ | ------------------------- | ----------------- | ------- | ------- | ----------------------- |
|         |                    | Guards (PG, SG)           |                   |         |         |                         |
| 5       | Deutschland        | Dominik Bahiense de Mello | 15. Februar 1985  | 1,90 m  |         | TV Langen               |
| 7       | Vereinigte Staaten | Adam Emmenecker           | 3. Dezember 1985  | 1,85 m  |         | Drake University        |
| 11      | Deutschland        | Pascal Roller             | 20. November 1976 | 1,80 m  | K, NT   | Angelico Biella         |
| 13      | Vereinigte Staaten | Titus Ivory               | 13. August 1979   | 1,93 m  |         | BC Oostende             |
| 20      | Vereinigte Staaten | Jimmy McKinney            | 2. März 1983      | 1,92 m  |         | Missouri Tigers         |
| 25      | Vereinigte Staaten | Keith Simmons             | 24. Februar 1985  | 1,96 m  |         | Antalya                 |
| 31      | Vereinigte Staaten | Shawan Robinson           | 7. September 1983 | 1,87 m  |         | Gießen                  |
|         |                    | Forwards (SF, PF)         |                   |         |         |                         |
| 10      | Deutschland        | Konrad Wysocki            | 28. März 1982     | 2,02 m  |         | Ulm                     |
| 15      | Vereinigte Staaten | Derrick Allen             | 17. Juli 1980     | 2,04 m  |         | Bayer Giants Leverkusen |
| 24      | Deutschland        | Max Weber                 | 23. April 1985    | 2,01 m  | DL      | TV Langen*              |
| 32      | /                  | Ilian Evtimov             | 24. März 1983     | 2,01 m  |         | VidiVici Bologna        |
| 50      | Vereinigte Staaten | Lorenzo Gordon            | 16. Mai 1983      | 2,01 m  |         | Antalya Kepez           |
|         |                    | Center (C)                |                   |         |         |                         |
| 8       | Vereinigte Staaten | Anthony L. King           | 20. Februar 1985  | 2,06 m  |         | Miami Hurricanes        |
| 12      | Deutschland        | Kirsten Zöllner           | 2. August 1981    | 2,15 m  |         | AONS Milonas Athen      |
| 44      | Vereinigte Staaten | Greg Jenkins              | 18. März 1982     | 2,06 m  |         | Chorale Roanne Basket   |

| Trainer      | Trainer         | Trainer      |
| Nat.         | Name            | Position     |
| ------------ | --------------- | ------------ |
| Turkei       | Murat Didin     | Trainer      |
| Griechenland | Daphne Bouzikou | Co-Trainerin |
| Deutschland  | Klaus Perwas    | Co-Trainer   |
| Turkei       | Engin Gencoglu  | Co-Trainer   |

| Legende | Legende                       |
| Abk.    | Bedeutung                     |
| ------- | ----------------------------- |
| DL      | Doppellizenzspieler           |
| *       | Bei Doppellizenz: Zweitverein |
| K       | Kapitän                       |
| NT      | Nationalteam                  |

| Legende | Legende                       |
| Abk.    | Bedeutung                     |
| ------- | ----------------------------- |
| DL      | Doppellizenzspieler           |
| *       | Bei Doppellizenz: Zweitverein |
| K       | Kapitän                       |
| NT      | Nationalteam                  |

### Abgänge
vor der Saison
Steven Clauss (Co-Trainer), Nino Garris (Paderborn Baskets), Maksym Shtein (TBB Trier), Alex King (Telekom Baskets Bonn), Jimmie Hunt (Ziel unbekannt), Koko Archibong (Prokom Trefl Sopot/PL), Ken Johnson (Köln 99ers), Ayinde Ubaka (Czarni Słupsk, PL), Armin Willemsen (TV Langen)
während der Saison
Daniel Russ (Ziel unbekannt), Shawan Robinson (Ziel unbekannt)

### Zugänge
vor der Saison
Klaus Perwas (Co-Trainer, SOBA Dragons Rhöndorf), Engin Gencoglu (Co-Trainer, Istanbul), Konrad Wysocki (Ratiopharm Ulm), Lorenzo Gordon (Kepez Antalya/TUR), Daniel Russ (Aris Leuwaarden/NED), Keith Simmons (Kepez Antalya/TUR), Robin Benzing und Kai Barth (beide TV Langen), Shawan Robinson, Adam Emmenecker (Drake University)
während der Saison
Anthony King (Miami Hurricans), Titus Ivory (BC Oostende), Jenkins, Greg (Chorale Roanne)
Der zwischenzeitlich als verpflichtet gemeldete Daniel Russ bestand medizinischen Test nicht. Shawan Robinsons Tryout-Vertrag wurde nicht über den Oktober hinaus verlängert.
Die Nachwuchsspieler Kai Barth und Robin Benzing wurden nicht in der Bundesliga eingesetzt.

## 2009/2010

### Kader
| Spieler | Spieler            | Spieler                   | Spieler           | Spieler | Spieler | Spieler                   |
| Nr.     | Nat.               | Name                      | Geburt            | Größe   | Info    | letztes Team              |
| ------- | ------------------ | ------------------------- | ----------------- | ------- | ------- | ------------------------- |
|         |                    | Guards (PG, SG)           |                   |         |         |                           |
| 4       | Vereinigte Staaten | Aubrey Reese              | 13. Oktober 1978  | 1,83 m  |         | Aliağa Petkim GSK         |
| 5       | Deutschland        | Dominik Bahiense de Mello | 15. Februar 1985  | 1,90 m  |         | TV Langen                 |
| 7       | Vereinigte Staaten | Drew Gibson               | 21. Dezember 1985 | 1,88 m  |         | Komarno                   |
| 11      | Deutschland        | Pascal Roller             | 20. November 1976 | 1,80 m  | K, NT   | Angelico Biella           |
| 20      | Vereinigte Staaten | Jimmy McKinney            | 2. März 1983      | 1,92 m  |         | Missouri Tigers           |
| 21      | Vereinigte Staaten | Anthony Fisher            | 31. Januar 1986   | 1,90 m  |         | Allianz Swans Gmunden     |
| 23      | Vereinigte Staaten | Quantez Robertson         | 16. Dezember 1984 | 1,88 m  |         | Auburn Tigers             |
| 32      | Vereinigte Staaten | Grayson Moyer             | 16. Juni 1986     | 1,96 m  |         | Humboldt State University |
|         |                    | Forwards (SF, PF)         |                   |         |         |                           |
| 9       | Vereinigte Staaten | Seth Doliboa              | 1. Dezember 1980  | 2,03 m  |         | Benfica Lissabon          |
| 13      | Deutschland        | Fabian Franke             | 15. August 1988   | 1,98 m  | II      | Bremen Roosters           |
| 14      | Deutschland        | Marius Nolte              | 21. Januar 1981   | 2,06 m  |         | Paderborn Baskets         |
| 15      | Vereinigte Staaten | Derrick Allen             | 17. Juli 1980     | 2,04 m  |         | Bayer Giants Leverkusen   |
| 24      | Deutschland        | Filmore Beck              | 22. Juni 1991     | 1,89 m  | II      | Eintracht Frankfurt       |
| 41      | Vereinigte Staaten | Qarraan Calhoun           | 2. Oktober 1986   | 2,03 m  | DL      | Houston Cougars           |
|         |                    | Center (C)                |                   |         |         |                           |
| 10      | Serbien            | Dragan Labović            | 20. April 1987    | 2,07 m  |         | Aris Saloniki             |
| 44      | Vereinigte Staaten | Greg Jenkins              | 18. März 1982     | 2,06 m  |         | Chorale Roanne Basket     |

| Trainer            | Trainer        | Trainer                    |
| Nat.               | Name           | Position                   |
| ------------------ | -------------- | -------------------------- |
| Turkei             | Murat Didin    | Trainer bis April 2010     |
| Vereinigte Staaten | Gordon Herbert | Trainer seit April 2010    |
| Deutschland        | Klaus Perwas   | Co-Trainer                 |
| Turkei             | Engin Gencoglu | Co-Trainer bis April 2010  |
| Turkei             | Tom Johnson    | Co-Trainer seit April 2010 |

| Legende              | Legende                       |
| Abk.                 | Bedeutung                     |
| -------------------- | ----------------------------- |
| DL                   | Doppellizenzspieler           |
| II                   | DL mit 2. Mannschaft          |
| *                    | Bei Doppellizenz: Zweitverein |
| K                    | Kapitän                       |
| NT                   | Nationalteam                  |
| Quellen              |                               |
| Teamhomepage         |                               |
| Ligahomepage         |                               |
| Stand: 11. März 2010 |                               |

| Legende              | Legende                       |
| Abk.                 | Bedeutung                     |
| -------------------- | ----------------------------- |
| DL                   | Doppellizenzspieler           |
| II                   | DL mit 2. Mannschaft          |
| *                    | Bei Doppellizenz: Zweitverein |
| K                    | Kapitän                       |
| NT                   | Nationalteam                  |
| Quellen              |                               |
| Teamhomepage         |                               |
| Ligahomepage         |                               |
| Stand: 11. März 2010 |                               |

### Zugänge
Aubrey Reese (Petkim/TUR), Seth Doliboa (Lissabon/POR), Fabian Franke (Bremen Roosters), Marius Nolte (Paderborn Baskets), Filmore Beck (Eintracht Frankfurt), Grayson Moyer (Humboldt State University/USA), Qarraan Calhoun (University of Houston/USA), Quantaz Robertson (Auburn Tigers/USA)

### Abgänge
Robin Benzing (Ratiopharm Ulm), Lorenzo Gordon (Petkim/TUR), Keith Simmons (Kolubu/TUR), Max Weber (Gießen 46ers), Konrad Wysocki (Turow/POL), Kirsten Zöllner (Karriere beendet), Adam Emmenecker (Ziel unbekannt), Illian Evtimov (AEL Limassol/ZYP), Titus Ivory (Hapoel Holon/ISR), Anthony King (Etha/ZYP)

### Fluktuation während der Saison
Der Forward Qarraan Calhoun konnte sich in seiner ersten Profi-Saison nicht unter Trainer Didin durchsetzen und wechselte zu ABC Amsterdam. Als Ersatz für ihn und den verletzten Pointguard Aubrey Reese wurden die Guards Drew Gibson und Anthony Fischer verpflichtet. Sie erhielten Try-Out-Verträge. Da sich beide bis zum Ende der Wechselfrist am 28. Februar nicht endgültig durchsetzen konnten, wurde zusätzlich der Point Guard der zweiten Mannschaft Willis Gardner für das Erstligateam gemeldet. Er verlor so die Einsatzberechtigung für die zweite Mannschaft und kehrte nach nicht erfolgtem Einsatz wieder dorthin zurück. Des Weiteren wurde die Mannschaft mit dem von Aris Thessaloniki ausgeliehenem serbischen Centerspieler Dragan Labovic verstärkt. Durch den auf 15 Spieler angewachsenen Kader sind neben dem zwischenzeitlich verletzten Aubrey Reese je Spiel zwei weitere einsatzfähige Spieler nicht spielberechtigt.
Nachwuchsspieler
Die Doppellizenzspieler Fabian Franke und Filmore Beck werden vorwiegend in der zweiten Mannschaft der Skyliners in der Pro B eingesetzt und kommen in der ersten Bundesliga zu gelegentlichen Kurzeinsätzen. Kai Barth spielt bisher ausschließlich beim Kooperationspartner TV Langen in der zweiten Bundesliga Pro A, trainiert jedoch mit dem Bundesligateam. Mögliche weitere Doppellizenzen für andere Spieler der zweiten Mannschaft oder der Kooperationspartner wurden nicht kommuniziert.

## 2010/2011

### Depth Chart
| Pos. | Starter                   | Bank            | Bank             |
| ---- | ------------------------- | --------------- | ---------------- |
| PG   | DaShaun Wood              | Pascal Roller   | Benedikt Nicolay |
| SG   | Dominik Bahiense de Mello | Jimmy McKinney  |                  |
| SF   | Quantez Robertson         | Jevohn Shepherd | Fabian Franke    |
| PF   | Roger Powell              | Kimmo Muurinen  |                  |
| C    | Chris Moss                | Marius Nolte    |                  |

### Kader
| Spieler | Spieler            | Spieler                   | Spieler            | Spieler | Spieler | Spieler                          |
| Nr.     | Nat.               | Name                      | Geburt             | Größe   | Info    | letztes Team                     |
| ------- | ------------------ | ------------------------- | ------------------ | ------- | ------- | -------------------------------- |
|         |                    | Guards (PG, SG)           |                    |         |         |                                  |
| 5       | Deutschland        | Dominik Bahiense de Mello | 15. Februar 1985   | 1,90 m  | NT      | TV Langen                        |
| 11      | Deutschland        | Pascal Roller             | 20. November 1976  | 1,80 m  | K, NT   | Angelico Biella (ITA)            |
| 12      | Deutschland        | Falko Theilig             | 2. März 1992       | 1,80 m  |         | Licher BasketBären               |
| 15      | Vereinigte Staaten | DaShaun Wood              | 19. September 1985 | 1,85 m  |         | Benetton Treviso                 |
| 20      | Vereinigte Staaten | Jimmy McKinney            | 2. März 1983       | 1,92 m  |         | Missouri Tigers (USA)            |
| 23      | Vereinigte Staaten | Quantez Robertson         | 16. Dezember 1984  | 1,88 m  |         | Auburn Tigers (USA)              |
| 33      | Deutschland        | Benedikt Nicolay          | 22. Februar 1991   | 1,90 m  |         | Deutsche Bank Skyliners Juniors  |
| 40      | Vereinigte Staaten | AJ Moye                   | 7. Februar 1982    | 1,93 m  |         | Kouvot Kouvola (FIN)             |
|         |                    | Forwards (SF, PF)         |                    |         |         |                                  |
| 7       | Finnland           | Kimmo Muurinen            | 23. Februar 1981   | 2,02 m  | NT      | Martos Napoli (ITA)              |
| 4       | Kanada             | Jevohn Shepherd           | 8. April 1986      | 1,96 m  | NT      | GiroLive-Ballers Osnabrück (GER) |
| 43      | Vereinigte Staaten | Roger Powell              | 15. Januar 1983    | 1,98 m  |         | CB Murcia (ESP)                  |
| 9       | Finnland           | Carl Lindbom              | 10. November 1991  | 2,04 m  |         | Honka Espoo Playboys (FIN)       |
| 13      | Deutschland        | Fabian Franke             | 15. August 1988    | 1,98 m  | II      | Bremen Roosters                  |
| 24      | Deutschland        | Filmore Beck              | 22. Juni 1991      | 1,89 m  | II      | Eintracht Frankfurt              |
|         |                    | Center (C)                |                    |         |         |                                  |
| 14      | Deutschland        | Marius Nolte              | 21. Januar 1981    | 2,06 m  |         | Paderborn Baskets                |
| 31      | Vereinigte Staaten | Chris Moss                | 7. Februar 1980    | 2,04 m  |         | CB Murcia (ESP)                  |

| Trainer     | Trainer        | Trainer          |
| Nat.        | Name           | Position         |
| ----------- | -------------- | ---------------- |
| Kanada      | Gordon Herbert | Trainer          |
| Deutschland | Klaus Perwas   | Co-Trainer       |
| Finnland    | Jussi Hirvonen | Athletik Trainer |

| Legende                | Legende                       |
| Abk.                   | Bedeutung                     |
| ---------------------- | ----------------------------- |
| DL                     | Doppellizenzspieler           |
| II                     | DL mit 2. Mannschaft          |
| *                      | Bei Doppellizenz: Zweitverein |
| K                      | Kapitän                       |
| NT                     | Nationalteam                  |
| Quellen                |                               |
| Teamhomepage           |                               |
| Ligahomepage           |                               |
| Stand: 12. Januar 2011 |                               |

| Legende                | Legende                       |
| Abk.                   | Bedeutung                     |
| ---------------------- | ----------------------------- |
| DL                     | Doppellizenzspieler           |
| II                     | DL mit 2. Mannschaft          |
| *                      | Bei Doppellizenz: Zweitverein |
| K                      | Kapitän                       |
| NT                     | Nationalteam                  |
| Quellen                |                               |
| Teamhomepage           |                               |
| Ligahomepage           |                               |
| Stand: 12. Januar 2011 |                               |

### Zugänge
AJ Moye (Kouvot Kouvola/FIN), Kimmo Muurinen (Martos Napoli/ITA), DaShaun Wood (zuletzt Benetton Treviso/ITA), Joe Dabbert (Idaho Stampede/USA – nicht mehr im Kader), Ricardo Powell (Alburquerque Thunderbirds/USA – nicht mehr im Kader), Carl Lindbom (Honka Espoo Playboys/FIN), Roger Powell (CB Murcia/ESP), Chris Moss (CB Murcia/ESP), Jermaine Bucknor (Stade CB Auvergne/FRA), Bradley Buckman (Kepez Bld Antalya/TUR – nicht mehr im Kader)

### Abgänge
Derrick Allen (Alba Berlin), Seth Doliboa (Edirne Olin Genclik Spor/TUR), Aubrey Reese (Mersin BŞB/TUR), Willis Gardner (Licher BasketBären), Anthony Fisher (PVSK Pannon/HUN), Greg Jenkins (Benfica Lissabon/POR), Drew Gibson (Cartersville/USA), Dragan Labovic (Jenissei Krasnojarsk/RUS), Grayson Moyer (Kouvot Kouvola/FIN), Ricardo Powell (Ziel unbekannt), Joe Dabbert (Idaho Stampede), Bradley Buckman (Ziel unbekannt)

### Fluktuation während der Saison
Der erst kurz vor Saisonbeginn verpflichtete Spieler Ricardo Powell bestand den medizinischen Test nicht und verließ das Team vor dem ersten Pflichtspiel. Grayson Moyer wurde in der Sommerpause bereits als Abgang gemeldet. Nach einer Verletzung von Quantez Robertson wurde er kurzfristig zurückgeholt und verstärkte die Mannschaft bis zum 4. Spieltag der Bundesliga, bevor er nach Finnland wechselte. Ende Dezember wurde zudem der besfristete Vertrag von Center Joe Dabbert nicht verlängert, nachdem er sportlich nicht zu 100 % überzeugen konnte. Ebenso musste Bradley Buckman den Verein nach Ablauf seines Probevertrages wieder verlassen.
Neben Grayson Moyer waren die Verträge weiterer Spieler bis zum 31. Oktober befristet mit einer Teamseitigen Option zur Verlängerung. Am 25. Oktober wurde die Vertragsverlängerung bis zum Saisonende mit DaShaun Wood gemeldet. Vor der Verpflichtung durch die Skyliners hatte der Aufbauspieler eine Saison verletzungsbedingt ausgesetzt. Einen Tag später wurde die erneut befristete Vertragsverlängerung von Jimmy McKinney bis zum 31. Dezember bekanntgegeben. Das langjährige Teammitglied war zu diesem Zeitpunkt verletzt.
Nachwuchsspieler
Die Doppellizenzspieler Fabian Franke, Filmore Beck und Carl Lindbom werden vorwiegend in der zweiten Mannschaft der Skyliners in der Pro B eingesetzt und kommen in der ersten Bundesliga zu gelegentlichen Kurzeinsätzen. Darüber hinaus wurden die Nachwuchsspieler Falko Theilig, Benedikt Nikolay und Tim Oldenburg aus der zweiten Mannschaft der BBL gemeldet.